# Liste der denkmalgeschützten Objekte in Linz-Kleinmünchen

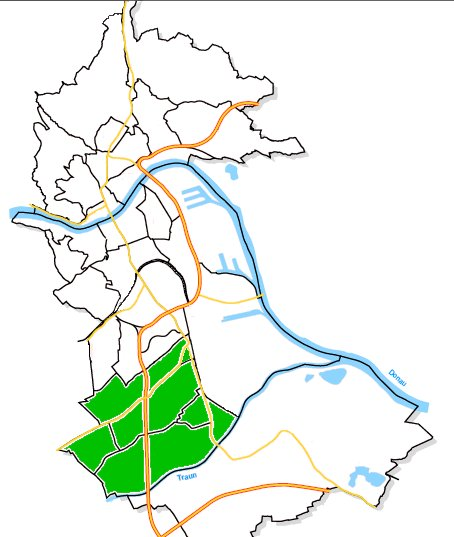
Die Katastralgemeinde Kleinmünchen (grün) innerhalb der stadt Linz

Die Liste der denkmalgeschützten Objekte in Linz-Kleinmünchen enthält die 18 denkmalgeschützten, unbeweglichen Objekte der Linzer Katastralgemeinde Kleinmünchen, der dem bis 2013 bestehenden gleichnamigen Stadtteil entspricht. Die Objekte liegen nunmehr in den Statistischen Bezirken Kleinmünchen-Auwiesen und Neue Heimat, eines liegt in Spallerhof.
Die Zahl hinter dem Vermerk „Linz“ ist die Inventarnummer der Linzer Denkmaldatenbank, der Eintrag kann durch das Daraufklicken erreicht werden. Sofern kein anderer Beleg angegeben ist, stammen die Informationen in den Beschreibungstexten von dort.

## Denkmäler
| Foto |                 | Denkmal | Standort                                                        | Beschreibung | Metadaten |
| ---- | --------------- | --- | --------------------------------------------------------------- | --- | --- |
| ja   | Datei hochladen | Bildstock HERIS-ID: 110101 Objekt-ID: 127755 Linz: 1096                                                             | bei Am Steinbühel 1 Standort KG: Kleinmünchen                   | Die ursprünglich möglicherweise nicht zusammengehörigen Steinteile stammen aus dem 16./17. Jahrhundert. Auf einem Granitpfeiler aufgesetzt ein Granitwürfel in dem Hinterglasmalereien (signiert Koll 1988) eingelassen sind. Anmerkung: Im Statistischen Bezirk Neue Heimat | BDA-Hist.: Q37816967 Status: § 2a Stand der BDA-Liste: 2025-06-30 Name: Bildstock GstNr.: 1666/35                                                                                       |
| ja   | Datei hochladen | Grillmayr Schlößl, Villa Grillmayr HERIS-ID: 46715 Objekt-ID: 48848 Linz: 1600                                      | Dauphinestraße 5 Standort KG: Kleinmünchen                      | Ehemals stand an der Stelle die Steinbruckmühle, die 1419 urkundlich erwähnt wurde. 1845 erwarben Johann und Katharina Grillmayr die Steinbruckmühle und ließen, unter Verwendung älterer Bauteile, ein Herrenhaus mit Meierhof als Sommerwohnsitz der Unternehmerfamilien Grillmayr & Hörzinger errichten. Die Fertigstellung des Gebäudes erfolgte 1852. Repräsentative, U-förmige Anlage mit frühhistoristischer Fassade und zartem, teils in Terrakotta ausgeführten Dekor. | BDA-Hist.: Q1546777 Status: Bescheid Stand der BDA-Liste: 2025-06-30 Name: Grillmayr Schlößl, Villa Grillmayr GstNr.: 7/2                                                               |
| ja   | Datei hochladen | Haus Löwenfeld & Hofmann (ehem. Jaukermühle) samt zwei Nebengebäuden HERIS-ID: 46714 Objekt-ID: 48847 Linz: 1601    | Dauphinestraße 9, 9a, 9b Standort KG: Kleinmünchen              | Die erste urkundliche Erwähnung der Getreidemühle am Jaukerbach geht auf den Anfang des 18. Jahrhunderts zurück. 1825 erwarb Johann Wilhelm Rübsamen die Jaukermühle und ließ daneben eine Kattundruckerei errichten. 1852 kauften die Baumwollspinnereibesitzer Löwenfeld & Hofmann die Jaukermühle und die Druckerei. 1881–1882 erfolgte der Umbau zu einem repräsentativen Wohnsitz der Industriellenfamilie durch Ignaz Scheck.                                             | BDA-Hist.: Q38023163 Status: Bescheid Stand der BDA-Liste: 2025-06-30 Name: Haus Löwenfeld & Hofmann (ehem. Jaukermühle) samt zwei Nebengebäuden GstNr.: 7/1, 44 Jaukermühle            |
| ja   | Datei hochladen | Ehem. Schul- und Gemeindehaus HERIS-ID: 81570 Objekt-ID: 95348 Linz: 1611                                           | Dauphinestraße 56, 56b, 56c, 56d, 56e Standort KG: Kleinmünchen | Das ehemalige Schul- und Gemeindehaus wurde im dritten Viertel des 19. Jahrhunderts erbaut. Die Fassade – historistische Straßenfassade, betont durch ein mittiges Einfahrtstor mit darüber liegendem Doppelfenster – stammt von Ferdinand Bachbaur aus dem Jahr 1909. | BDA-Hist.: Q1117369 Status: § 2a Stand der BDA-Liste: 2025-06-30 Name: Ehem. Schul- und Gemeindehaus GstNr.: 254/1 Ehem. Schul- und Gemeindehaus (Kleinmünchen)                         |
| ja   | Datei hochladen | Kindergarten HERIS-ID: 52352 Objekt-ID: 58962 Linz: 1612                                                            | Dauphinestraße 56a Standort KG: Kleinmünchen                    | 1878 von der Oö. Baugesellschaft (Bauherr war Wilhelm Löwenfeld) als Kleinkinderbewahranstalt erbaut. 1903 wurde der Bau durch Ferdinand Bachbaur erweitert. 1941 erfolgte ein Umbau für das Amt für Volkswohlfahrt. Zweigeschoßiger, freistehender Bau mit strenghistoristischen Fassaden. | BDA-Hist.: Q64765108 Status: Bescheid Stand der BDA-Liste: 2025-06-30 Name: Kindergarten GstNr.: 254/2 Linz Kleinmünchen Kindergarten Dauphinestraße 56a                                |
| ja   | Datei hochladen | Wohnhaus, Sog. Arbeiterheim Kleinmünchen HERIS-ID: 93489 Objekt-ID: 108523 Linz: 1693seit 2017                      | Dürerstraße 24 Standort KG: Kleinmünchen                        | Der asymmetrische Bau mit expressionistischen Dekordetails wurde 1928/39 als Arbeiterheim errichtet und fungiert nunmehr als Wohnhaus. | BDA-Hist.: Q37762456 Status: Bescheid Stand der BDA-Liste: 2025-06-30 Name: Wohnhaus, Sog. Arbeiterheim Kleinmünchen GstNr.: 303/4                                                      |
| ja   | Datei hochladen | Zwei raufende Knaben HERIS-ID: 109421 Objekt-ID: 127045 Linz: 1756                                                  | bei Flötzerweg 63 Standort KG: Kleinmünchen                     | Die Bronzeplastik auf einem runden Granitsockel stammt vom in Linz geborenen Bildhauer Walter Pochlatko und zeigt zwei nackte, rangelnde Buben. Anmerkung: Im Statistischen Bezirk Neue Heimat | BDA-Hist.: Q37814790 Status: § 2a Stand der BDA-Liste: 2025-06-30 Name: Zwei raufende Knaben GstNr.: 838/11                                                                             |
| ja   | Datei hochladen | Pfarrzentrum hl. Franziskus HERIS-ID: 79720 Objekt-ID: 93416 Linz: 639                                              | Neubauzeile 68 Standort KG: Kleinmünchen                        | Vielgliedriger Baukomplex, mit im Nordosten gelegener Pfarrkirche. Die Kirche, ein flachgedeckter Bau mit halbkreisförmigem Grundriss, wurde in den Jahren 1984–1985 von Hans Riener und Franz Josef Kranl erbaut. 2007–2008 erfolgte eine Generalsanierung des Pfarrzentrums und es wurde ein Kirchturm errichtet. Anmerkung: Im Statistischen Bezirk Neue Heimat | BDA-Hist.: Q24082957 Status: § 2a Stand der BDA-Liste: 2025-06-30 Name: Kath. Pfarrkirche hl. Franziskus mit Pfarrzentrum GstNr.: 949/51 St. Franziskus (Linz-Kleinmünchen)             |
| ja   | Datei hochladen | Wohnhaus HERIS-ID: 83226 Objekt-ID: 97098 Linz: 1639                                                                | Pestalozzistraße 84a Standort KG: Kleinmünchen                  | Das Gebäude wurde 1926 vom Stadtbauamt Linz errichtet. Planer war Architekt Hans Feichtlbauer. Ein dreigeschoßiger Mittelteil ist von zwei zweigeschoßigen Seitenteilen umgeben. Durch die Staffelung des Baukörpers gelingt eine markante architektonische Gestaltung. | BDA-Hist.: Q38180215 Status: § 2a Stand der BDA-Liste: 2025-06-30 Name: Wohnhaus GstNr.: 260/1                                                                                          |
| ja   | Datei hochladen | Turnsaal HERIS-ID: 83225 Objekt-ID: 97097 Linz: 1640                                                                | Pestalozzistraße 94 Standort KG: Kleinmünchen                   | Der Turnsaal wurde 1923/24 von Baumeister Adolf Grohmann und dessen Firma Hoch- und Tiefbaugesellschaft Linz errichtet. Bauherren waren die Gemeinde Kleinmünchen und die Stadtgemeinde Linz. Das Gebäude hat einen T-förmigen Grundriss: ein zweigeschoßiger Eingangs- und Garderobentrakt und im rechten Winkel dazu die Turnhalle. | BDA-Hist.: Q38180205 Status: Bescheid Stand der BDA-Liste: 2025-06-30 Name: Turnsaal GstNr.: 262/1 Turnsaal Pestalozzistraße Kleinmünchen                                               |
| ja   | Datei hochladen | Ehem. Baumwollspinnerei Rädler, Pfarrkirche hl. Marcel Callo HERIS-ID: 83257 Objekt-ID: 97130seit 2019              | Rädlerweg 65 Standort KG: Kleinmünchen                          | Das Fabriksgebäude wurde 1906/07 errichtet, und in den 1930ern von der Tuchfabrik Himmelreich & Zwicker übernommen, deren Schriftzug noch zu sehen ist. 1998 wurde das zu einem Pfarrzentrum (Pfarrzentrum Auwiesen) umgebaut, für die Kirche wird die Fabrikshalle genutzt, für das Pfarrhaus die ehemalige Turbinenhalle. | BDA-Hist.: Q93759627 Status: Bescheid Stand der BDA-Liste: 2025-06-30 Name: Ehem. Baumwollspinnerei Rädler, Pfarrkirche hl. Marcel Callo GstNr.: 702/2 Baumwollspinnerei Rädler         |
| ja   | Datei hochladen | Evang. Pfarrkirche A.B., Johanneskirche HERIS-ID: 79730 Objekt-ID: 93426 Linz: 635                                  | Salzburger Straße 231 Standort KG: Kleinmünchen                 | Die Kirche wurde 1965 errichtet. Um einen Vorplatz sind ein freistehender rund 40 Meter hoher Stahlbeton-Turm, der Kirchentrakt und das Pfarrhaus gruppiert. Im Giebelfeld, über dem Portal des Kirchentraktes, befindet sich ein Relief des Bildhauers Walter Ritter. Anmerkung: Im Statistischen Bezirk Neue Heimat | BDA-Hist.: Q19630119 Status: § 2a Stand der BDA-Liste: 2025-06-30 Name: Evang. Pfarrkirche A.B., Johanneskirche GstNr.: 1536/30 Johanneskirche (Linz)                                   |
| ja   | Datei hochladen | Villa/Landhaus HERIS-ID: 83731 Objekt-ID: 97774 Linz: 1672                                                          | Spaunstraße 1 Standort KG: Kleinmünchen                         | Die Villa wurde 1936 vom Bauunternehmen Schratz & Sohn für das Ehepaar Eugen Michael und Amalie Schratz gebaut. Das Gebäude hat eine sachliche aber markante Gestaltung. Anmerkung: Im Statistischen Bezirk Spallerhof | BDA-Hist.: Q38181209 Status: § 2a Stand der BDA-Liste: 2025-06-30 Name: Villa/Landhaus GstNr.: 1804/28 Villa Spaunstraße 1                                                              |
| ja   | Datei hochladen | Wasserwerk der Stadt Linz HERIS-ID: 87764 Objekt-ID: 102195 Linz: 1680                                              | Wasserwerkstraße 2 Standort KG: Kleinmünchen                    | Der Komplex wurde 1891–1893 von Rumpel & Niklas aus Teplitz errichtet. Die maschinelle Einrichtung stammt von der Prager Maschinenbau AG. Der Haupttrakt mit angestelltem Wohnhaus ist mit dem achteckigen Brunnenhaus durch eine niedere Halle rechtwinkelig verbunden. Die heutige Erscheinungsform entspricht nach sorgfältiger Renovierung der Anlage von 1893. | BDA-Hist.: Q37721852 Status: § 2a Stand der BDA-Liste: 2025-06-30 Name: Wasserwerk der Stadt Linz GstNr.: 1842 Wasserwerk Scharlinz (Linz-Kleinmünchen)                                 |
| ja   | Datei hochladen | Nischen-/Kapellenbildstock HERIS-ID: 110128 Objekt-ID: 127783 Linz: 1080                                            | bei Wiener Straße 401 Standort KG: Kleinmünchen                 | Die Kapelle wird auf das zweite Drittel des 19. Jahrhunderts datiert. Früher stand sie am Ende der Simonystraße, ab 1973 dann in der Spinnereistraße, seit 1983 an der heutigen Stelle. Giebelbau mit zwei toskanischen Säulen. Die flachbogige Altarnische ist mit einem biedermeierlichen Gitter gesichert. | BDA-Hist.: Q37817292 Status: § 2a Stand der BDA-Liste: 2025-06-30 Name: Nischen-/Kapellenbildstock GstNr.: 2139                                                                         |
| ja   | Datei hochladen | Pfarrhof hll. Josef und Quirinus HERIS-ID: 79717 Objekt-ID: 93413 Linz: 1694                                        | Zeppelinstraße 37 Standort KG: Kleinmünchen                     | Der Pfarrhof wurde im Auftrag des Chorherrenstifts St. Florian in den Jahren 1909–1910 von Franz Kaun erbaut und 1983–1984 renoviert. Zweigeschoßiger Bau mit übergiebelten Mittelrisaliten. In seiner Bauform ist das Gebäude der nebenstehenden Kleinmünchner Pfarrkirche angeglichen. | BDA-Hist.: Q38171869 Status: § 2a Stand der BDA-Liste: 2025-06-30 Name: Pfarrhof hll. Josef und Quirinus GstNr.: 286/2 Pfarrhof Kleinmünchen                                            |
| ja   | Datei hochladen | Kath. Pfarrkirche hll. Josef und hl. Quirinus, Kleinmünchner Pfarrkirche HERIS-ID: 52354 Objekt-ID: 58964 Linz: 602 | bei Zeppelinstraße 37 Standort KG: Kleinmünchen                 | Die Kirche wurde 1905 nach Plänen von Matthäus Schlager errichtet; die Weihe erfolgte 1906. Ein ursprünglicher Holzbau an dieser Stelle geht auf das 9. Jahrhundert zurück. 1944 Beschädigung des Chorgewölbes der Kirche aufgrund eines Bombentreffers. 1988 Umbau des Chors in eine Werktagskapelle. Bau mit interessanter Mischung verschiedener Stile und Formensprachen.                                                                                                   | BDA-Hist.: Q24050274 Status: § 2a Stand der BDA-Liste: 2025-06-30 Name: Kath. Pfarrkirche hll. Josef und hl. Quirinus, Kleinmünchner Pfarrkirche GstNr.: 286/7 Pfarrkirche Kleinmünchen |
| ja   | Datei hochladen | Haupt- und Volksschule HERIS-ID: 78272 Objekt-ID: 91930 Linz: 1695                                                  | Zeppelinstraße 44 Standort KG: Kleinmünchen                     | Der Kernbau von Ferdinand Bachbaur stammt aus dem Jahr 1910. 1923, 1927 und 1938 erfolgten Erweiterungen. 1946 wurde das Gebäude nach Bombenschäden wieder aufgebaut. 1961 und 1982 wurde je ein neuer Turnsaal angebaut. Hauptfassade in späthistoristisch-secessionistischen Mischformen. | BDA-Hist.: Q38151789 Status: § 2a Stand der BDA-Liste: 2025-06-30 Name: Haupt- und Volksschule GstNr.: 302, 2725                                                                        |